# Uçurtmayı Vurmasınlar
Uçurtmayı Vurmasınlar (turc: No deixeu que disparin la cometa) és una pel·lícula dramàtica turca de 1989, coescrita, coproduïda i dirigida per Tunç Başaran i basat en una novel·la de 1986 de Feride Çiçekoğlu, amb Nur Sürer com a presa política que es fa amiga fill d'una companya presa.
El film es va projectar en competició al 26è Festival Golden Orange d’Antalya, on va guanyar la Taronja daurada a la millor pel·lícula, millor actriu, millor guió i millor fotografia, X edició de la Mostra de València, on va guanyar la palmera de plata, i el 8è Festival Internacional de Cinema d'Istanbul, on va guanyar el premi a la millor pel·lícula turca. Va ser seleccionada com a entrada turca per la Millor pel·lícula en llengua estrangera als Premis Oscar de 1989, però la candidatura no va ser acceptada.
La pel·lícula està ambientada a Ankara de 1984, durant les conseqüències del Cop d'estat del 1980 a Turquia. El film es pot descarregar amb subtítols en anglès via el lloc web alemany Pantaflix.

## Argument
Quan una dona és enviada a la presó per tràfic de drogues, Barış, el seu fill petit, és enviat amb ella, com és costum a Turquia. Dins d'aquest centre penitenciari de dones, Barış (Ozan Bilen) cerca companyia i orientació, i les troba a totes dues en forma d'Inci (Nur Sürer), una presa política amb qui va forma un vincle molt especial. Una història tendra i ben observada de l'afecte creixent entre una dona i un nen que no és el seu, construeix un contrapunt eficaç entre el món penitenciari, amb la seva disciplina, intrigues i amenaces de violència, i l'espai privat que Inci i Barış aconsegueixen crear per ells mateixos.

## Repartiment
- Nur Sürer com a İnci
- Ozan Bilen com a Barış
- Füsun Demirel com a Fatma
- Rosette Hubes com a Zeynep
- Güzin Özipek com a Sultanteyze
- Güzin Özyağcılar com a Selma
- Yasemin Alkaya com a Filiz
- Meral Çetinkaya com a Safinaz
- Hale Akınlı com a Sümbül

## Producció
El film està basat en una novel·la de 1986 de Feride Çiçekoğlu, que es va inspirar en els quatre anys que va passar com a presonera política després del Cop d'estat del 1980 a Turquia. L’esposa del director Tunç Başaran, Jale, hi va treballar com a director artístic. La pel·lícula es va produir amb un pressupost molt limitat, com aleshores era habitual a Turquia. Başaran va comentar: «Si em donés un milió de dòlars per fer una pel·lícula, faré servir els diners per fer-ne quatre»."
Tot i que la pel·lícula està ambientada a Ankara, moltes escenes de presó es van rodar a la Presó de Sultanahmet d'Istanbul. La Presó d'Ulucanlar d'Ankara també s'ha identificat com un dels llocs de rodatge.

## Recepció crítica
A The Routledge Dictionary of Turkish Cinema, Gönül Dönmez-Colin anomena la pel·lícula «un dels clàssics del cinema turc», i a World Film Locations: Istanbul, Özlem Köksal escriu que «[Baris] recolzat contra l'imponent mur de la presó amb les mans a les butxaques és sens dubte una imatge icònica del cinema turc». Kevin Thomas de Los Angeles Times considera el film com un dels millors del L.A. Film Festival 1990.